# Gnaphalopoda solida
Gnaphalopoda solida är en skalbaggsart som beskrevs av Britton 1987. Gnaphalopoda solida ingår i släktet Gnaphalopoda och familjen Melolonthidae. Inga underarter finns listade i Catalogue of Life.